# Toussieux
Toussieux ist eine französische Gemeinde mit 1.228 Einwohnern (Stand: 1. Januar 2022) im Département Ain in der Region Auvergne-Rhône-Alpes. Sie gehört zum Kanton Trévoux im Arrondissement Bourg-en-Bresse und ist Mitglied im Gemeindeverband Dombes Saône Vallée.

## Geografie
Die Gemeinde Toussieux liegt am Morbier am Südwestrand der Seenlandschaft der Dombes, rund 22 Kilometer nördlich von Lyon. Umgeben wird Toussieux von den Nachbargemeinden Misérieux im Westen und Norden, Rancé im Osten sowie Reyrieux im Süden.

## Bevölkerungsentwicklung
| Jahr                       | 1962 | 1968 | 1975 | 1982 | 1990 | 1999 | 2006 | 2012 | 2021 |
| Einwohner                  | 176  | 160  | 156  | 327  | 437  | 727  | 736  | 797  | 1198 |
| Quellen: Cassini und INSEE |      |      |      |      |      |      |      |      |      |

## Sehenswürdigkeiten

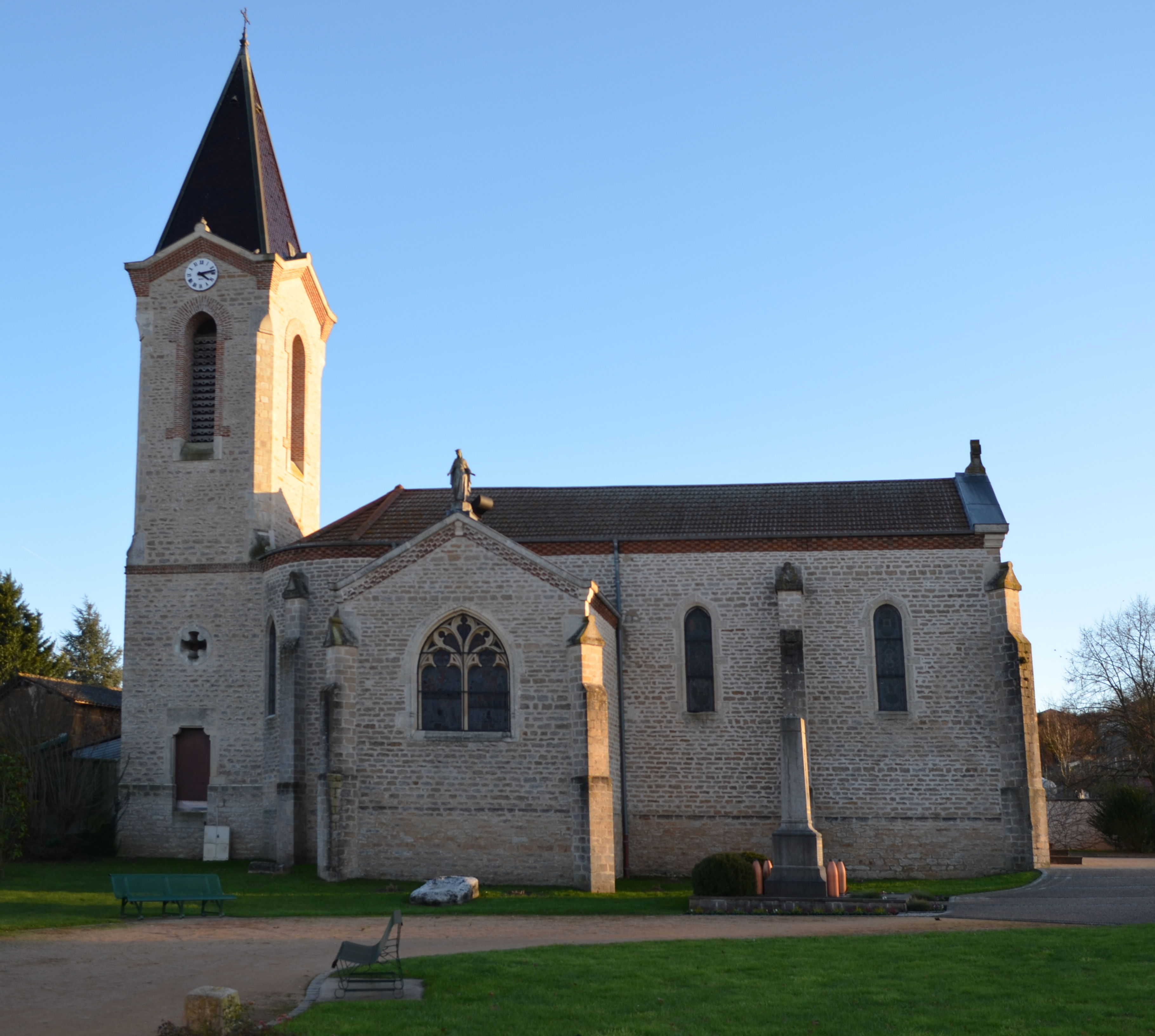
Kirche Saint-Bonnet
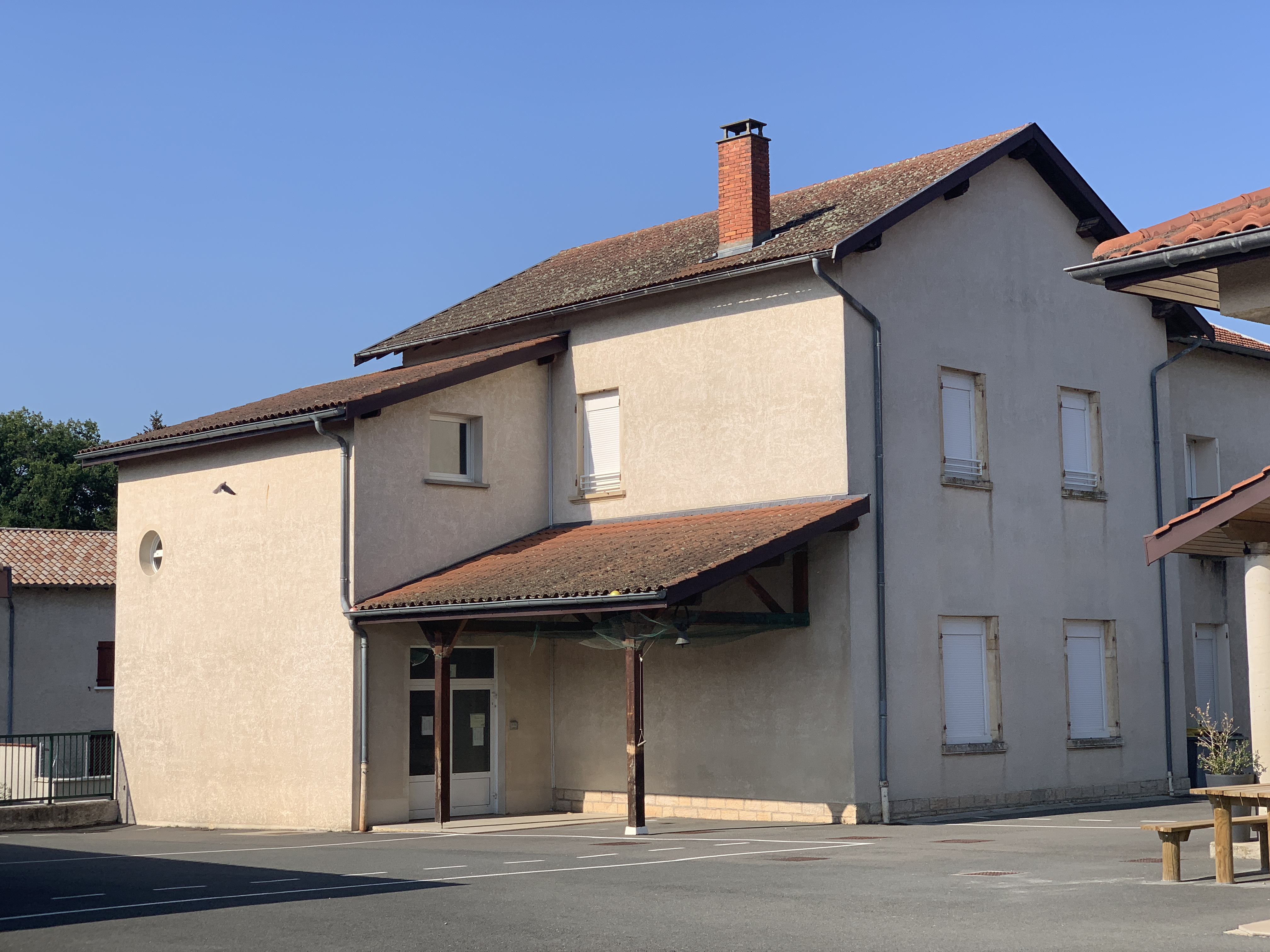
Schule
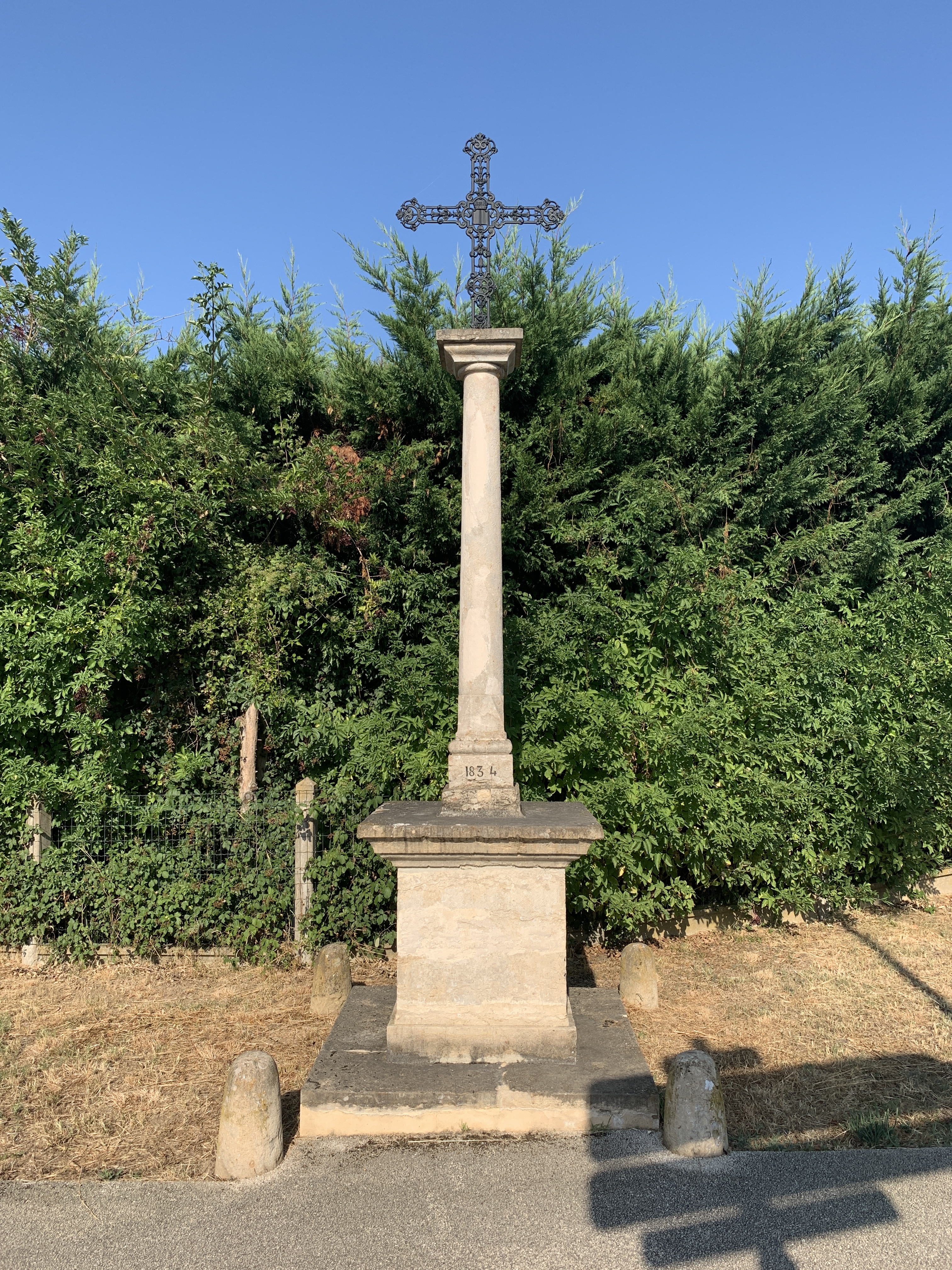
Wegkreuz
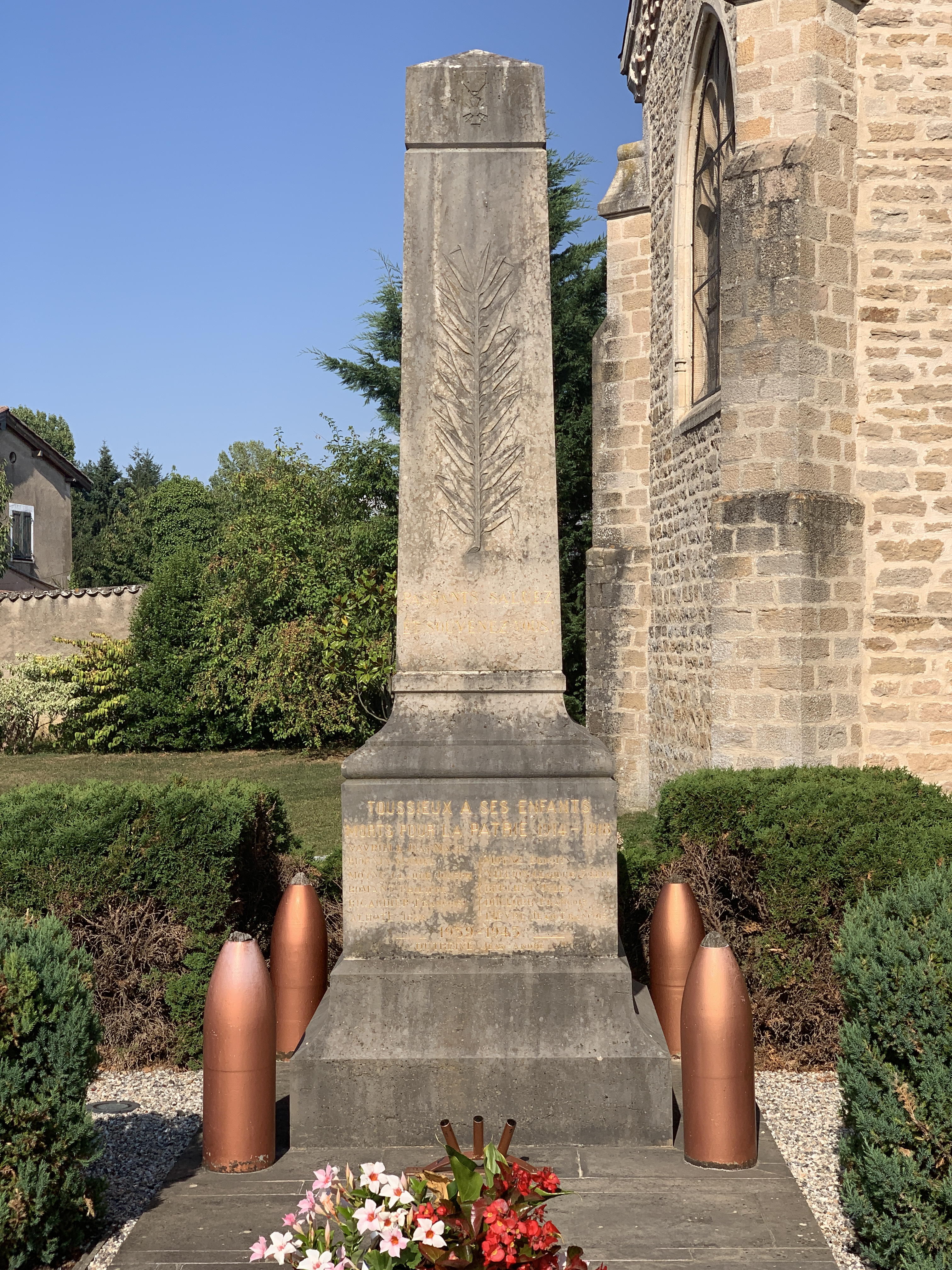
Gefallenendenkmal

- Kirche Saint-Bonnet
- Schule
- Wegkreuz
- Gefallenendenkmal